# BPSK
BPSK (ang. Binary Phase Shift Keying) – najprostsza forma modulacji PSK, w której faza może przyjmować jedną z dwóch wartości przesuniętych względem siebie o 180° reprezentując logiczne „0” lub „1”.

## Definicja matematyczna
Ogólnie sygnał PSK można zapisać jako:
{\displaystyle s(t)=A\sin(\omega _{0}t\,+\Delta \,\psi \ x(t)),}
gdzie:
{\displaystyle A} – amplituda sygnału,
{\displaystyle \omega _{0}} – prędkość kątowa sygnału nośnego.
Dla BPSK sygnał modulujący {\displaystyle x(t)} przyjmuje tylko dwie wartości −1 i 1 reprezentujące odpowiednio symbole binarne 0 i 1, stąd:
{\displaystyle s_{1}(t)=A\sin(\omega _{0}t+\Delta \ \psi ),} dla {\displaystyle x(t)=1} dla {\displaystyle 1,}
{\displaystyle s_{2}(t)=A\sin(\omega _{0}t-\Delta \ \psi ),} dla {\displaystyle x(t)=-1} dla {\displaystyle 0.}
Aby obydwa sygnały maksymalnie różniły się od siebie (by zminimalizować prawdopodobieństwo popełnienia błędu przy odbiorze wiadomości) przyjmuje się dewiację fazy równą {\displaystyle \Delta \psi ={\frac {\pi }{2}},} stąd:
{\displaystyle s_{1}(t)=A\cos(\omega _{0}t),}
{\displaystyle s_{2}(t)=-A\cos(\omega _{0}t).}

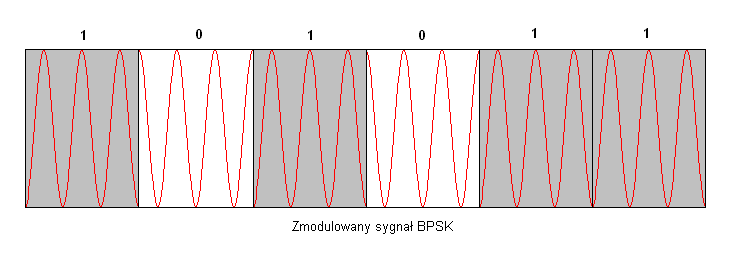
Zmodulowany sygnał BPSK

Dla BPSK widmo amplitudowe wynosi w przybliżeniu:
{\displaystyle S_{PBSK}(\omega )\approx {\frac {1}{4}}A^{2}TSa^{2}{\frac {(\omega -\omega _{0})T}{2}},}
zaś odniesiona szybkość transmisji:
{\displaystyle R_{B}={\frac {R}{B_{PSK}}}={\frac {f_{T}}{f_{T}}}=1,}
{\displaystyle R} – szybkość transmisji,
{\displaystyle B_{PSK}} – szerokość pasma sygnału PSK.
Graficznie sygnał BPSK można przedstawić jako punkty {\displaystyle s_{1}(t)} i {\displaystyle s_{2}(t)} na diagramie konstelacji, gdzie oś odciętych to:
{\displaystyle \phi _{1}(t)={\sqrt {\frac {2}{T}}}\cos(\omega _{0}t),}
a oś rzędnych:
{\displaystyle \phi _{2}(t)=-{\sqrt {\frac {2}{T}}}\sin(\omega _{0}t).}

Diagram konstelacji dla BPSK

{\displaystyle E} to energia sygnału, która wyraża się wzorem:
{\displaystyle E={\frac {A^{2}T}{2}}.}
{\displaystyle s_{1}(t)} i {\displaystyle s_{2}(t)} można teraz przedstawić następująco:
{\displaystyle s_{1}(t)={\sqrt {E}}\phi _{1}(t),}
{\displaystyle s_{2}(t)=-{\sqrt {E}}\phi _{1}(t).}

## Implementacja

### Generacja

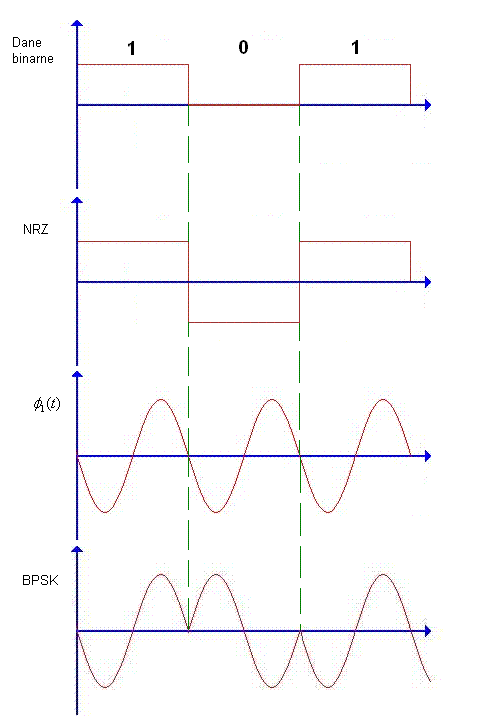
Przebiegi sygnałów w modulatorze BPSK

Dane binarne są poddawane bezpośredniemu kodowaniu NRZ – poziomom logicznym odpowiadają dwa napięcia o różnej polaryzacji ({\displaystyle -{\sqrt {E}}} i {\displaystyle {\sqrt {E}}}). Przemnożenie otrzymanego sygnału z sygnałem nośnej daje na wyjściu modulatora pożądaną falę BPSK.
Modulator BPSK:

### Detekcja

Przebiegi sygnałów w demodulatorze BPSK

Odebrany z kanału radiowego sygnał BPSK zostaje podany na wejście korelatora, który składa się z układu mnożącego i układu całkującego. Sygnał po wyjściu z korelatora poddawany jest komparacji z poziomem progowym, w celu otrzymania sygnału binarnego. W przypadku braku sygnału BPSK na wejściu demodulatora, na wyjściu komparatora pojawi się losowa sekwencja binarna, powstała w wyniku komparacji szumu własnego odbiornika oraz odebranego szumu z kanału radiowego.
Demodulator koherentny BPSK:

### System odzyskiwania nośnej
Aby można było zdemodulować sygnał BPSK odbiornik musi znać częstotliwość nośnej, przy pomocy której wiadomość została zmodulowana. Po dotarciu sygnału do modulatora częstotliwość nośna fali jest zazwyczaj stłumiona. Aby odzyskać tę częstotliwość stosuje się w odbiorniku system odzyskiwania nośnej (ang. carrier recovery).
Wracając do rysunku demodulatora BPSK – na początku sygnał zostaje podany jednocześnie na wejście korelatora, jak również na wejście systemu odzyskiwania nośnej (rysunek poniżej). Pierwszym elementem w bloku carrier recovery jest tzw. Square Device, który ma za zadanie podnieść sygnał do kwadratu. Następnie fala zostaje poddana filtracji pasmowo przepustowej o środkowej częstotliwości wynoszącej dwukrotność częstotliwości fali nośnej. Na koniec fala przechodzi przez dzielnik częstotliwości.
System odzyskiwania nośnej dla BPSK: